# مدل‌سازی تغییر سرزمین

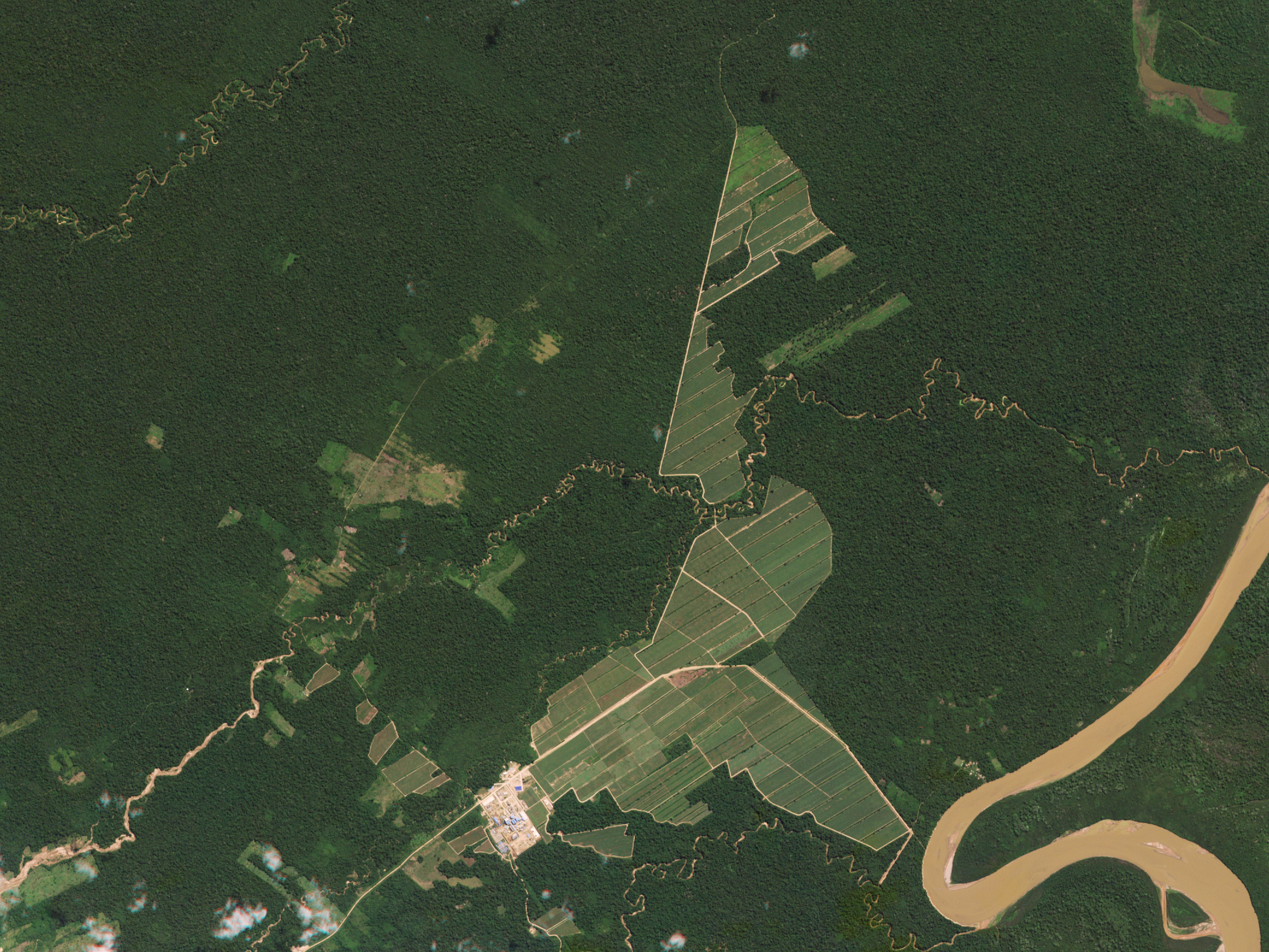
جنگل‌زدایی (که در اینجا در بولیوی دیده می‌شود)، محرک اصلی تغییر سرزمین در سراسر جهان است و اغلب موضوع مدل‌های تغییر سرزمین است.

مدل‌سازی تغییر سرزمین (به انگلیسی: Land change modeling)، تغییرها و پویایی کاربری سرزمین و پوشش سرزمین را توصیف و شفاف می‌کند و توضیح می‌دهد. مدل‌سازی تغییر سرزمین، ابزاری برای درک روش‌هایی هستند که انسان‌ها سطح سرزمین را در گذشته، حال و آینده تغییر می‌دهند.
مدل‌های تغییر زمین در سیاست‌های توسعه ارزشمند هستند و برای اتخاذ تصمیم‌های بهتر برای مدیریت منابع و محیط طبیعی در مقیاس‌های مختلف، از یک قطعه کوچک زمین تا کل گستره فضایی کمک می‌کنند.

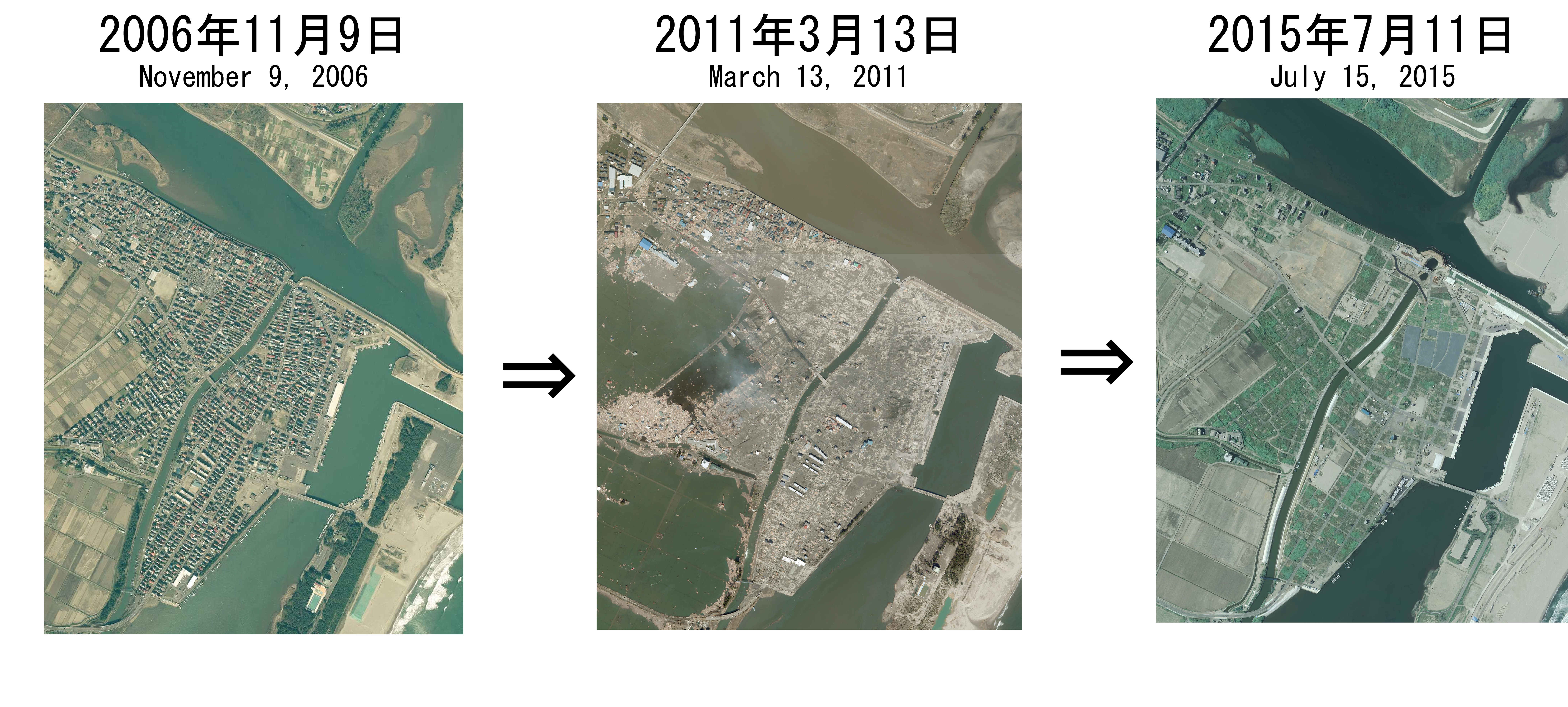
تغییر سرزمین در این تصویر از ژاپن قابل دیدن است. مدل‌ها نمی‌توانند به اندازه تصویرهای ماهواره‌ای مطمئن باشند.

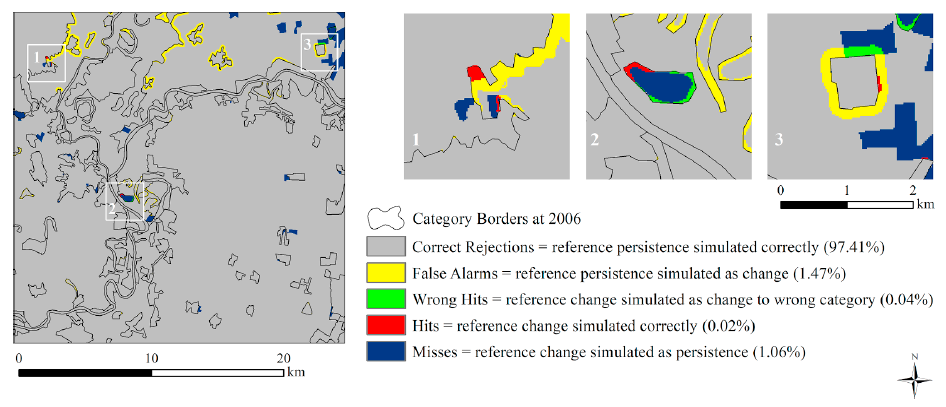
نمونه‌ای از مقایسه ۳-نقشه‌ای که برای اعتبارسنجی مدل تغییر سرزمین استفاده می‌شود.